# Борис Янев (Пазарджик)
 Тази статия е за анархиста от Пазарджик.  За анархиста от Голем Върбовник вижте Борис Янев (Голем Върбовник).  
Борис Янев е български анархист, организатор на затворен комуникационен канал между анархистите от Задграничната секция на Федерацията на анархо-комунистите в България във Франция и нелегалната и секция в България.
Роден е в град Пазарджик през ноември 1900 година. Завършва средното си образование в родния си град. Висше образование по електроинженерство придобива в Щутгарт. Като студент се ориентира към анархизма. В Германия се свързва с немски и български другари. Българите участват в дейността на задграничния съюз и неговата спомагателна организация. След като завършва обучението си, той се завръща в България, работи известно време в София, където се сприятелява с Васил Икономов и става един от най-постоянните му укриватели.
По-късно през 1927 – 1928 г. живее във Франция, където работи като инженер в Париж и поддържа тесни връзки с тамошните анархисти. Тих и изключително скромен по природа, той е от онази рядка категория хора, които винаги работят много усилено, без да остават забелязани. За много анархисти дейността му никога не става известна. След завръщането си в България работи като електротехник в централата на „Въча“. Борис Янев участва в Ловешката конференция на анархистите през август 1932 г., където изпълнява незабележима, но много отговорна задача да осигури охраната на конгреса. Дребен и пъргав, той се покатерва на най-високото дърво близо до сградата, където се провежда конференцията, наблюдава района, поддържа връзка с постовете, разположени наоколо.
Заради високата си компетентност като електроинженер по високи напрежения е назначен на длъжност в Министерството на електрификацията на страната. По служебни дела пътува много из България. Така Янев е непрекъснато добре информиран за всичко, което се случва в страната; преживял „социализма“, а за анархистическото движение той е много важен като кореспондент и осведомител за вътрешнополитическата обстановка. През лятото на 1946 г. Борис Янев като член на секретариата на ФАКБ за международни връзки е изпратен на командировка в Прага. Там установява пряка връзка с Франция и до края на живота си, дванадесет години, извършва деликатна, рискована организационна работа.
В чужбина приема и обработва кореспонденция, изпраща информация до България. Тази информация, изпратена и получена, няма общо с шпионажа – тя се намира в открити източници, в демократичните страни може да бъде изпратена в обикновени писма и дори като пощенски картички. Най-често това е информация за болни другари и искана помощ и лекарства от чужбина. Борис Янев организира закупуването на тези лекарства и събирането на пари, след което ги предава на нуждаещите се. В кореспонденцията се съобщават и данни за арести и задържания на свободомислещи, за политическия и икономическия живот на страната с неговите недостатъци и нарушения на правата на човека, чиито сведения са почерпени от откритата преса. От чужбина българските другари получават поръчани лекарства, обща информация за развитието на световните събития и живота на анархисткото движение в други страни. В общи линии, в нормалните демократични държави това се счита за обикновена кореспонденция. Но фактът, че тази кореспонденция е използвала нелегален канал, е използван като обвинение в заговор с цел шпионаж. Създавайки такъв канал за комуникация, Борис Янев помага на много свои болни другари, създава условия за развитие на отношенията между различни хора, с мерки срещу страх от разкриване.
Такъв тежък труд за Борис Янев в продължение на дванадесет години може да е причината да заболее от рак. Освен това той сам отглежда своите три деца, които рано остават без майка. Чуждестранни колеги и приятели го съветват да стане член на комунистическата партия. Той категорично отказва. Образован, интелигентен, изцяло отдаден на идеите си, Борис Янев никога не е писал статии в анархистическата преса или книги на тази тема.